# DJ Tatana
 (décembre 2022).
Pour les articles homonymes, voir Tatana.
DJ Tatana (née Taťána Štěrbová, le 7 octobre 1976 à Uherské Hradiště) est une productrice trance tchèque. 
Ses productions se placent à de nombreuses reprises dans les classements musicaux suisses au début des années 2000 avec des albums tels que 24 Karat.

## Biographie
Taťána, née le 7 octobre 1976, immigre à Zurich, en Suisse, avec sa famille en 1980.
Elle est mère de deux enfants.

## Parcours artistique
Elle débute dans les classements suisses en 1999, avec le single End of Time, en collaboration avec DJ Energy à la 48e place. Le single n'est pas un réel succès, mais parvient à percer dans le genre trance suisse. Il suit avec les titres More Than Words - Street Parade Hymn '99, classé à la 14e place, et Dream Off, classé à la 42e place. Son premier album arrive 9e, mais ne suit d'aucun single malgré son succès.
Tatana revient en novembre 2000 avec son album Pure Elements, mais encore une fois, aucun single ne suit. Tatana semble apparemment avoir abandonné le concept des singles, et fait paraître peu de temps après, un troisième album, Pink Punk, en mai 2001, qui atteint la 5e place des classements musicaux suisses. DJ Energy une nouvelle fois avec Sterba en juillet 2001, pour le single Feel (Energy 2001 Anthem), qui atteint la 83e place du Top 100. Tatana s'attribue une petite pause avant de faire paraître Words en mars 2002. Le single est un véritable succès et atteint la 5e place des classements suisses.
L'album Superpop suit, et gagne la deuxième place des classements. Après une année de silence, elle fait paraître le single Moments et l'album Wildlife parus en mars et avril 2003, respectivement. Wildlife atteint la première place des classements. Taťána revient en mai 2004, et l'album Neon Lights devient son second album numéro un des classements. Le single paru le 3 mai 2004, Always On My Mind, en collaboration avec Jaël, atteint la 6e place.
En 2011, Tatana collabore avec Natalia Kills pour le single You Can't Get in My Head (If You Can't Get in My Bed), de son album Heart[réf. souhaitée].

## Compilations sélectives
- 1998 : Live at Street Parade 98
- 1999 : Goliath 4
- 2009 : Trance World Volume 8